# Brünner Straße
Die Brünner Straße B7 ist eine Hauptstraße B in Wien bzw. Landesstraße B in Niederösterreich, ehemalige Bundesstraße und Teil der Europastraße 461. Sie führt von Wien-Floridsdorf (21. Bezirk; mit dem gleichen Ausgangspunkt wie die Prager Straße, Am Spitz) nach Norden durch das Weinviertel zur Staatsgrenze mit Tschechien bei Drasenhofen. Die Fortsetzung auf tschechischer Seite trägt den Namen Silnice I/52 und führt weiter nach Brünn.

## Geschichte
Die Brünner Straße verläuft über weite Strecken entlang der Trasse einer berühmten Vorgängerin. Die legendäre Bernsteinstraße, der älteste Handelsweg Mitteleuropas, führte auf ihrem langen Weg von den Bernsteinküsten der Ostsee ans Mittelmeer auch durch das Weinviertel.
Nach den Stürmen der Völkerwanderungszeit begann im Mittelalter wieder der Handel zwischen Nord und Süd. Nikolsburg und Brünn entwickelten sich zu wichtigen Geschäftszentren in der Markgrafschaft Mähren. Der alte Handelsweg führte nun nicht mehr nach Carnuntum, sondern überquerte bei Wien die Donau. Als „Schlesische Straße“ verband er Wien mit Mähren und den polnischen Städten.
1722 befahl Kaiser Karl VI. den Bau von fünf Straßen, die alle Teile der riesigen Habsburgermonarchie mit dem Zentrum Wien verbinden sollen. Die bisher benutzten Poststraßen genügten schon lange nicht mehr dem Bedarf des aufstrebenden Staates. An Stelle der bestehenden Pfade wurden nun erstmals befestigte Trassen angelegt, die oft schnurgerade durch die Landschaft verlaufen. Für die Planung war der kaiserliche Hofmathematiker Johann Jakob Marinoni verantwortlich. Nördlich von Wolkersdorf führt die Brünner Straße, die damals Nikolsburger Straße hieß durch den verrufenen Hochleithenwald, der angeblich Räubern als Versteck diente (um 1815 auch Johann Georg Grasel). Zum Schutz der Reisenden wurde 1723 ein Wachhaus auf dem Kasernenberg erbaut, in dem eine 16 bis 20 Mann starke Kavallerieeinheit stationiert wurde. Die Kaserne oder das Wachthaus stand an der höchsten Erhebung, dem Kasernberg. Heute ist lediglich der Brunnen erhalten. Am Fuße des Kasernberges stand der „Kasanwirt“, dessen jahrhundertealtes Gebäude jedoch 2009 abgerissen wurde. Dieses Gebäude gehörte zur Kaserne auf dem Hügel. Auf dem Areal des „Kasanwirtes“ wurde eine Raststation errichtet.
Nach dem Ende der Monarchie wurde die „Kaiserstraße“ in Brünner Straße umbenannt. Die Brünner Straße gehört zu den Reichsstraßen, die durch das Bundesgesetz vom 8. Juli 1921 als Bundesstraßen übernommen wurden. Im Zuge von Arbeitsbeschaffungsmaßnahmen wurde die Brünner Straße in den 1930er Jahren zu einer modernen Autostraße ausgebaut. 1936 wurde die Steilstrecke am Johannesberg bei Wilfersdorf abgetragen, 1937 folgte der Kasernberg bei Wolkersdorf und 1938 der „Weiße Berg“ in Poysdorf. Bis 1938 wurde die Brünner Straße als B 5 bezeichnet, nach dem Anschluss Österreichs wurde die Brünner Straße bis 1945 als Teil der Reichsstraße 116 geführt.

### Umfahrungsstraßen
Der zunehmende Verkehr nach dem Zweiten Weltkrieg setzte den Ortschaften entlang der Brünner Straße stark zu. Zudem befindet sich zwischen Gaweinstal und Schrick der Schricker Berg, welcher ein beträchtliches Hindernis für Reisende darstellte. So wurde die B7 in den 1960er-Jahren in diesem Bereich verlegt und umfährt seither den Berg sowie die Ortschaft Schrick im Westen. 1974 wurde eine Umfahrungsstraße östlich der Ortschaften Hobersdorf und Wilfersdorf errichtet.
Die Umfahrung von Wolkersdorf sollte ursprünglich auch Eibesbrunn westlich umfahren. Die dortigen Erdäpfelverkäufer befürchteten jedoch starke Umsatzeinbußen und verhinderten eine Umfahrung von Eibesbrunn. So konnte nur der auf Wolkersdorfer Gemeindegebiet befindliche Abschnitt gebaut werden. Dieser wurde schließlich im November 2000 eröffnet. Da die 2010 eröffnete Nord Autobahn in diesem Bereich auf der Trasse der Umfahrung Wolkersdorf geführt wird, verläuft die B 7 seitdem wieder durch das Stadtzentrum von Wolkersdorf.

### Ablöse als Hauptverkehrsader durch die A 5
Die B7 wurde durch die am 31. Jänner 2010 für den Verkehr freigegebene Nord/Weinviertel Autobahn A5 entlastet und als Hauptverkehrsader zur Grenze abgelöst. Da die A 5 teilweise auf der Trasse der bestehenden Brünner Straße verläuft, wurde für die B7 in diesen Bereichen eine neue, schmälere Straße parallel zur Autobahn gebaut.

## Diverses
Wo die Nordwestbahn die Brünner Straße kreuzt, befindet sich an der S-Bahn-Linie S 3 Richtung Stockerau und Hollabrunn die S-Bahn-Station Wien Brünner Straße. An der östlichen Straßenseite (21., Brünner Straße 68–70) befindet sich das Krankenhaus Nord; es wurde Ende 2018 baulich fertiggestellt und wurde 2019 in Betrieb genommen; seit 2020 heißt es Klinik Floridsdorf. Um den Zugang zum Spital zu erleichtern, wurde die S-Bahn-Station bis Ende 2016 um 200 Meter versetzt und komplett neu errichtet. Bereits seit dem Fahrplan 2018 sind die S 3-Intervalle auf 15 Minuten verdichtet worden.
Bekannt wurde die Brünnerstraße auch als regionaler Begriff für die umliegenden Weinberge und ihre Weinsorten (Brünnerstrassler).
In Wien ist die B7 eng mit der Straßenbahnlinie 31 verbunden, die seit über einem Jahrhundert vom Schottenring ausgehend ab Floridsdorf entlang der Brünner Straße bis nach Stammersdorf fährt.

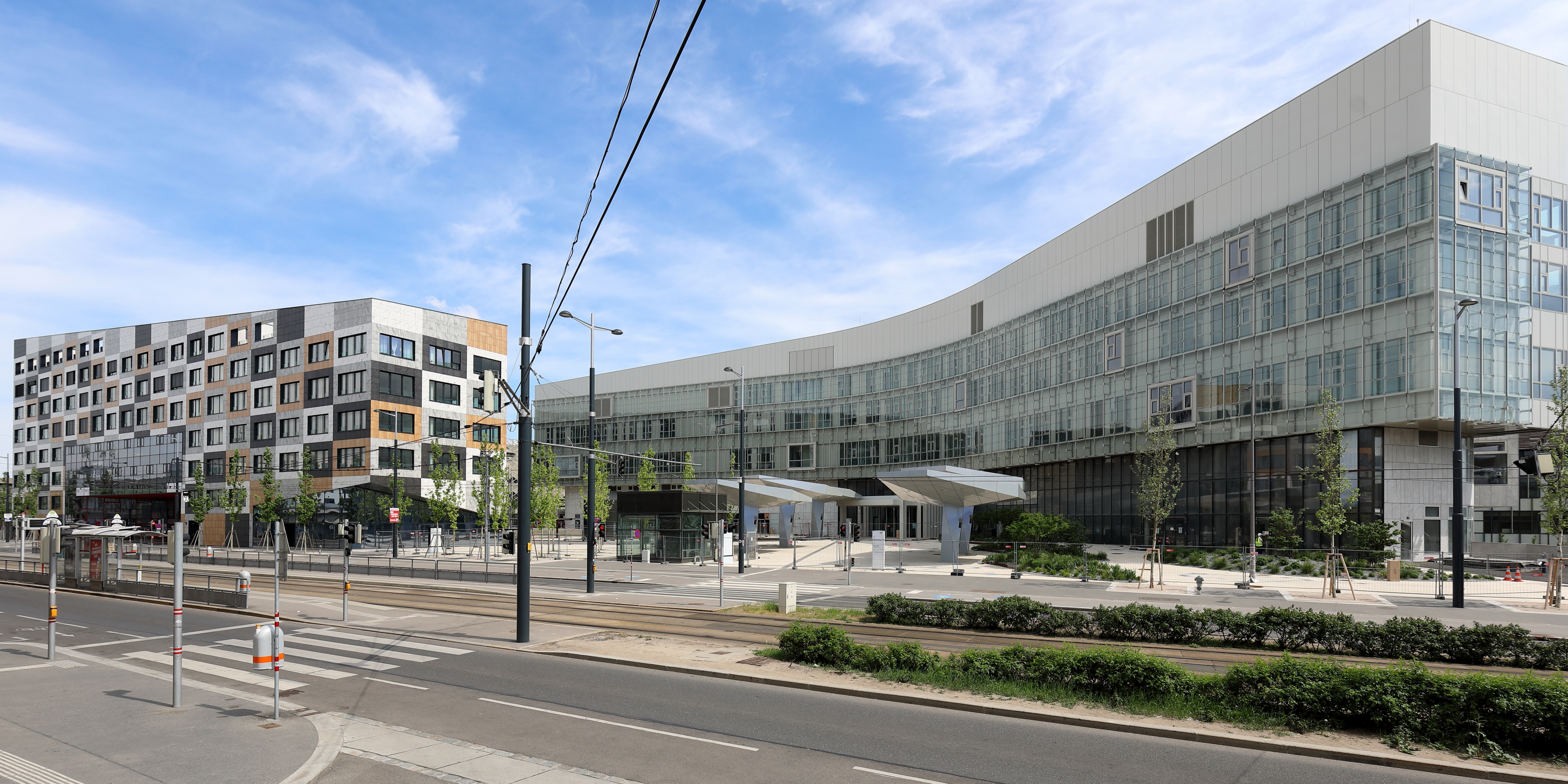
Klinik Floridsdorf, errichtet als Krankenhaus Nord an der Adresse Wien 21., Brünner Straße 68–70
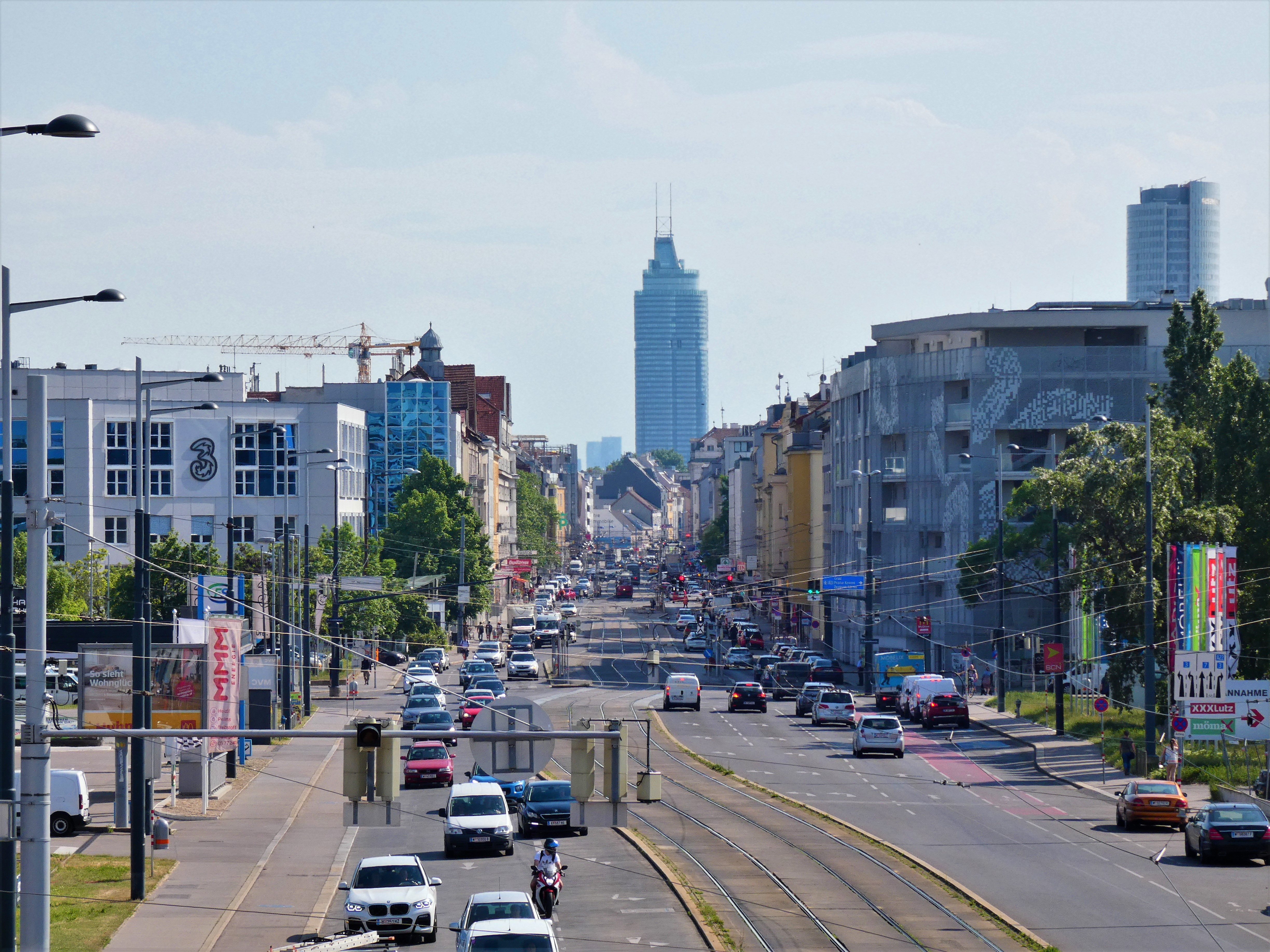
Brünner Straße zwischen der Klinik Floridsdorf und dem Floridsdorfer Spitz.
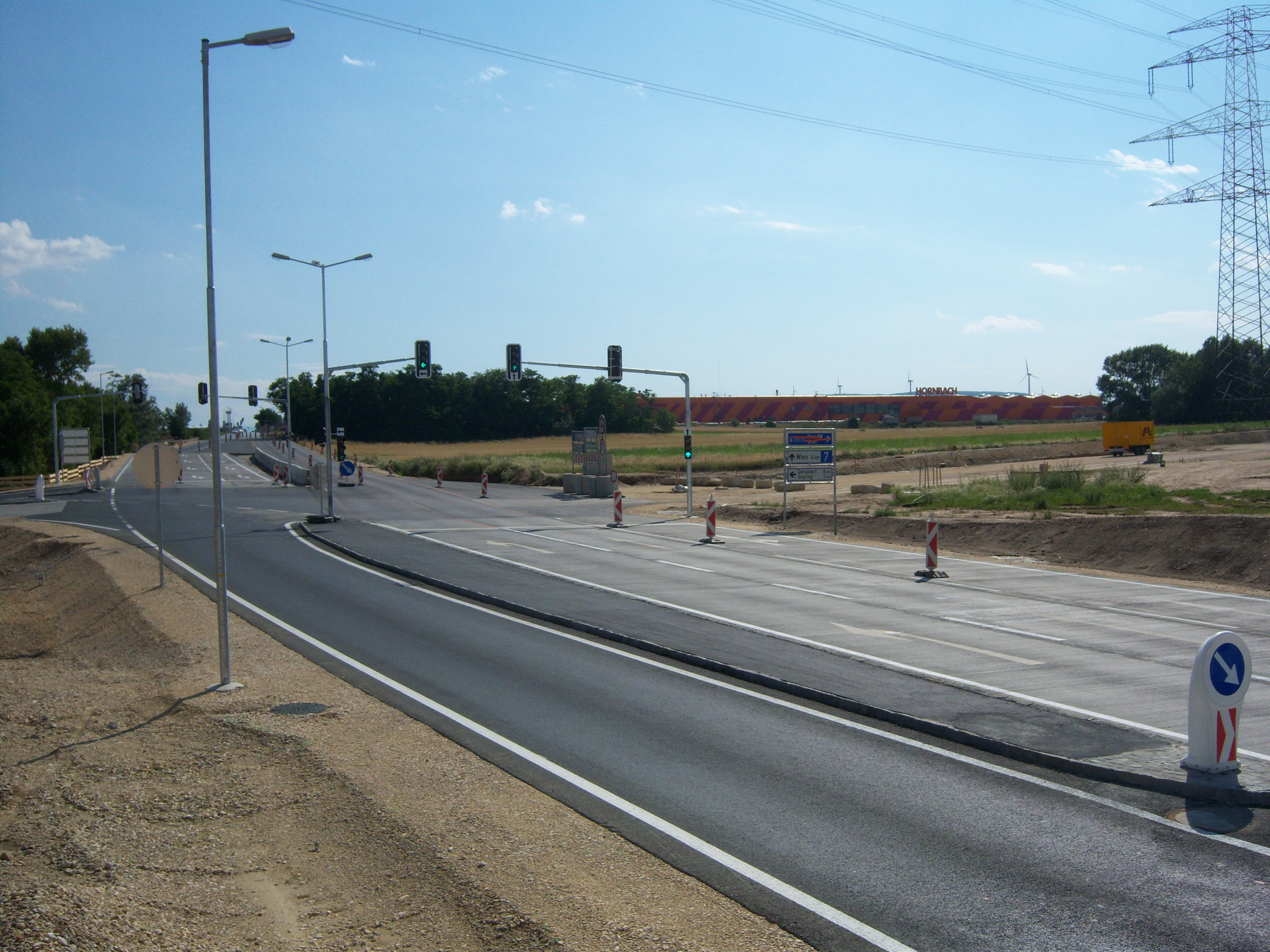
Neue Trasse der B 7 beim Knoten Eibesbrunn